# Orry-Kelly
Orry George Kelly (Kiama, Nueva Gales del Sur; 31 de diciembre de 1897 – Hollywood; 27 de febrero de 1964), conocido profesionalmente como Orry-Kelly, fue un destacado creador y diseñador de vestuario de cine australiano que desarrolló su trabajo en Estados Unidos. Entre las décadas de 1930 y 1960 trabajó en 280 películas como diseñador de vestuario. Ganó tres premios Óscar al mejor diseño de vestuario.

## Biografía
Su padre era William Kelly, que había nacido en la Isla de Man y trabajaba como sastre. En 1914, con 17 años, se trasladó a Sídney para estudiar banca y allí desarrolló su pasión por el teatro.
En 1922 se fue a vivir a Nueva York para dedicarse a su carrera como actor, allí compartió apartamento con Charles Phelps AKA, Charlie Spangles y el entonces desconocido Cary Grant. Empezó a trabajar como pintor de murales en un club nocturno, que le llevó a ser contratado por la Fox Film Corporation y después empezó a trabajar como figurinista y decorador en Broadway. 

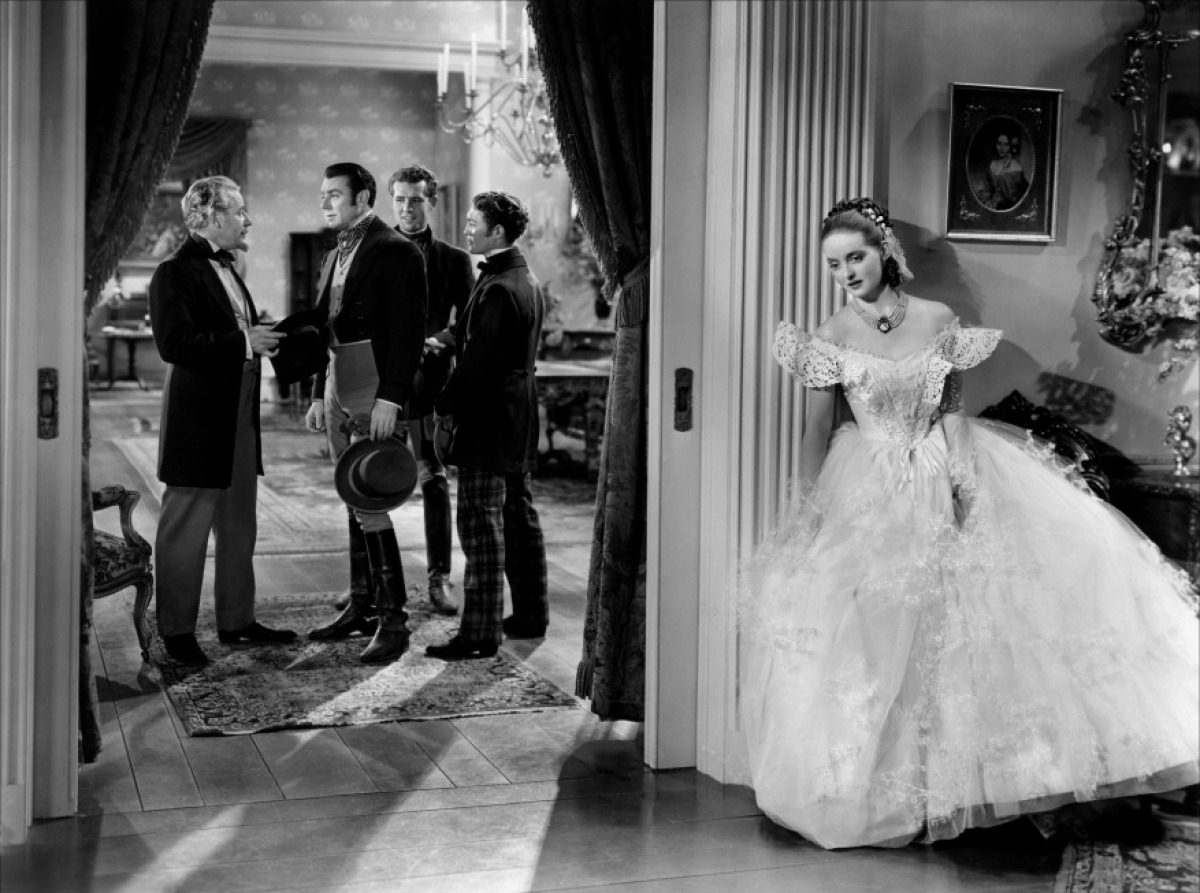
El vestido blanco que luce Bette Davis en Jezabel es una de sus creaciones más famosas, si bien el vestido rojo, el más recordado de la película, es obra de Milo Anderson aunque con frecuencia se atribuye falsamente a Orry-Kelly.

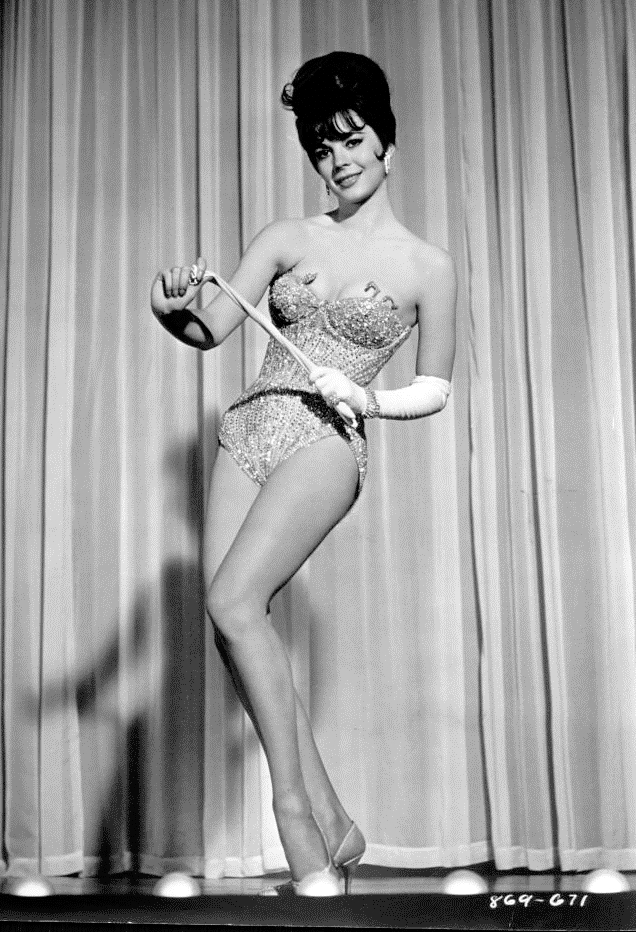
Natalie Wood bailando en Gypsy en 1962, con vestuario diseñado por Orry-Kelly.

En 1932, se trasladó a Hollywood, donde había sido contratado por la Warner Bros. como responsable de vestuario. Permaneció en la Warner hasta 1944 y posteriormente, colaboró con otros grandes estudios de Hollywood como Universal, RKO, 20th Century Fox y MGM. Ganó tres premios Oscar al mejor diseño de vestuario por Un americano en París (An American in Paris, 1951), Les girls (1957), and Con faldas y a lo loco / Una Eva y dos Adanes (Some Like It Hot, 1959) y fue también nominado en una cuarta ocasión por la película La reina del vaudeville (Gipsy, 1962). Además era retratista y tenía permitido cobrar por su cuenta diseños y vestidos prêt-à-porter.
Orry-Kelly trabajó en muchas películas que ahora se consideran clásicas; como La calle 42 (42nd Street, 1933), El halcón maltés (The Maltese Falcon, 1941),  Casablanca (1942), Arsénico por compasión / Arsénico y encaje / Arsénico y encaje antiguo (Arsenic and Old Lace, 1944), El invisible Harvey (Harvey, 1944), Oklahoma! (1955), Esta tía es un demonio / La tía Mame / Tía y mamá (Auntie Mame, 1958), and Algunos prefieren quemarse / Con faldas y a lo loco / Una Eva y dos Adanes (Some Like It Hot, 1959). Diseñó vestuario para las grandes actrices del momento, como Bette Davis, Kay Francis, Ruth Chatterton, Marilyn Monroe, Olivia de Havilland, Katharine Hepburn, Dolores del Río, Ava Gardner, Ann Sheridan, Barbara Stanwyck y Merle Oberon. 
Orry-Kelly falleció en Hollywood el 27 de febrero de 1964, de cáncer de hígado. Su último trabajo había sido el vestuario de Irma la dulce. George Cukor, Billy Wilder, Tony Curtis y Cary Grant llevaron su ataúd en el funeral.

## Documental
En el Festival Internacional de Cine de Toronto de 2015 se presentó el documental Women He’s Undressed (Las mujeres que desvistió) dirigido por la australiana Gillian Armstrong y dedicado a la figura de Orry-Kelly.

## Películas como diseñador de vestuario
- El rey de los fósforos (The Match King, 1932)
- Barrio chino (Frisco Jenny, 1932)
- 20.000 años en Sing Sing (20,000 Years in Sing Sing, 1932)
- Central Park (1932)
- El rey de la plata (Silver Dollar, 1932)
- Soy un fugitivo (I Am a Fugitive from a Chain Gang, 1932)
- Nadando en seco (You Said a Mouthful, 1932)
- They Call It Sin (1932)
- Scarlet Dawn (1932)
- Tres vidas de mujer (Three on a Match, 1932)
- Esclavos de la tierra (The Cabin in the Cotton, 1932)
- The Crash (1932)
- Viaje de ida (One Way Passage, 1932)
- Pasto de tiburones (Tiger Shark, 1932)
- La vida empieza (Life Begins, 1932)
- Two Against the World (1932)
- A media voz (Crooner, 1932)
- O todo o nada (Winner Take All, 1932)
- Los ricos están con nosotros (The Rich Are Always with Us, 1932)
- So Big! (1932)
- Se necesita un rival (The Working Man AKA The Adopted Father, 1933)
- El guapo (Lady Killer, 1933)
- Marinero en tierra (Son of a Sailor, 1933)
- ¡Qué semana! (Convention City, 1933)
- La herencia (The House on 56th Street, 1933)
- Havana Widows (1933)
- Hembra (Female, 1933)
- College Coach (1933)
- Matando en la sombra (The Kennel Murder Case, 1933)
- Goodbye Again (1933)
- Capturados (Captured!, 1933)
- Voltaire (1933)
- Mary Stevens, M.D. (1933)
- She Had to Say Yes (1933)
- The Narrow Corner (1933)
- Carita de ángel (Baby Face, 1933)
- Por el mal camino (The Mayor of Hell, 1933)
- Gloria y hambre (Heroes for Sale / Breadline, 1933)
- Su última pelea (The Life of Jimmy Dolan, 1933)
- Private Detective 62 (1933)
- The Silk Express (1933)
- Vampiresas de 1933 (Gold Diggers of 1933, 1933)
- Amor libre / Dulces cadenas (Ex-Lady, 1933)
- Lilly Turner (1933)
- Ha entrado un fotógrafo (Picture Snatcher, 1933)
- Elmer, the Great (1933)
- Aeropuerto Central (Central Airport, 1933)
- Pequeño gigante (The Little Giant, 1933)
- El adivino (The Mind Reader, 1933)
- La mundana (The Keyhole, 1933)
- Girl Missing (1933)
- Blondie Johnson (1933)
- La gran jugada (Grand Slam, 1933)
- Los crímenes del museo (Mystery of the Wax Museum, 1933)
- En boca de todos (Ladies They Talk About, 1933)
- La calle 42 (42nd Street, 1933)
- Duro de pelar (Hard to Handle, 1933)
- Los gángsters del aire (Parachute Jumper, 1933)
- Employees' Entrance (1933)
- The King's Vacation (1933)
- Hombre de leyes (Lawyer Man, 1933)
- Heat Lightning (1934)
- Wonder Bar (1934)
- As the Earth Turns (1934)
- El altar de la moda (Fashions of 1934 AKA Fashion Follies, 1934)
- Mandalay (1934)
- Dark Hazard (1934)
- Ya sé tu número (I've Got Your Number, 1934)
- Bedside (1934)
- ¿Qué hay, Nellie? (Hi, Nellie!, 1934)
- Masacre (Massacre, 1934)
- Fácil de amar (Easy to Love, 1934)
- Drogas infernales (The Big Shakedown, 1934)
- Bella Adelina (Sweet Adeline, 1934)
- I Sell Anything (1934)
- Murder in the Clouds (1934)
- La novia secreta (The Secret Bride, 1934)
- Babbitt (1934)
- La generalita (Flirtation Walk, 1934)
- I Am a Thief (1934)
- Gentlemen Are Born (1934)
- Big-Hearted Herbert (1934)
- The Firebird (1934)
- Duro y a la cabeza (The St. Louis Kid, 1934)
- En pos de la ventura (Happiness Ahead, 1934)
- Kansas City Princess (1934)
- Madame Du Barry (1934)
- A Lost Lady (1934)
- El caso del perro aullador (The Case of the Howling Dog, 1934)
- El agente británico (British Agent, 1934)
- Desirable (1934)
- La víctima del dragón (The Dragon Murder Case, 1934)
- Música y mujeres (Dames, 1934)
- Side Streets (1934)
- Una mujer de su casa (Housewife, 1934)
- The Personality Kid (1934)
- Friends of Mr. Sweeney (1934)
- A Very Honorable Guy (1934)
- Midnight Alibi (1934)
- Return of the Terror (1934)
- Aquí viene la armada (Here Comes the Navy, 1934)
- Dr. Monica (1934)
- Payaso del circo (The Circus Clown, 1934)
- Niebla sobre San Francisco (Fog Over Frisco, 1934)
- The Key (1934)
- The Merry Frinks (1934)
- Caprichos (Smarty, 1934)
- He Was Her Man (1934)
- Merry Wives of Reno (1934)
- Gente de arriba (Upperworld, 1934)
- Veinte millones de enamoradas (Twenty Million Sweethearts, 1934)
- Harold Teen (1934)
- Registered Nurse (1934)
- El secreto de una noche (A Modern Hero, 1934)
- La novia de la suerte (Gambling Lady, 1934)
- A la caza de herederos (Jimmy the Gent, 1934)
- Journal of a Crime (1934)
- Stars Over Broadway (1935)
- The Payoff (1935)
- Su vida privada (I Found Stella Parish, 1935)
- Viva la marina (Shipmates Forever, 1935)
- Personal Maid's Secret (1935)
- I Live for Love (1935)
- The Goose and the Gander (1935)
- Little Big Shot (1935)
- La divina gloria (Page Miss Glory, 1935)
- Going Highbrow (1935)
- We're in the Money (1935)
- El predilecto (The Irish in Us, 1935)
- El despertar del payaso (Bright Lights, 1935)
- El gondolero de Broadway (Broadway Gondolier, 1935)
- Su primer beso (Stranded, 1935)
- Luz a Oriente (Oil for the Lamps of China, 1935)
- La chica de la Décima Avenida / No cedo a mi marido (The Girl from 10th Avenue, 1935)
- Por unos ojos negros (In Caliente, 1935)
- Casino de París (Go into Your Dance, 1935)
- The Case of the Curious Bride (1935)
- The Florentine Dagger (1935)
- La mujer triunfa (Traveling Saleslady, 1935)
- Vampiresas 1935 (Gold Diggers of 1935, 1935)
- La vida es sabrosa (Living on Velvet, 1935)
- While the Patient Slept (1935)
- The Right to Live (1935)
- La vestida de rojo (The Woman in Red, 1935)
- Los diablos del aire (Devil Dogs of the Air, 1935)
- Barreras infranqueables (Bordertown, 1935)
- Maybe It's Love (1935)
- The White Cockatoo (1935)
- Peligrosa (Dangerous, 1935)
- The Widow from Monte Carlo (1935)
- Broadway Hostess (1935)
- Miss Pacific Fleet (1935)
- La ciudad siniestra (Frisco Kid, 1935)
- Vampiresas 1937 (Gold Diggers of 1937, 1936)
- Three Men on a Horse (1936)
- Here Comes Carter (1936)
- Polo Joe (1936)
- Isle of Fury (1936)
- Cain and Mabel (1936)
- Give Me Your Heart (1936)
- Stage Struck (1936)
- China Clipper (1936)
- Jailbreak (1936)
- Satan Met a Lady (1936)
- The White Angel (1936)
- Hearts Divided (1936)
- Murder by an Aristocrat (1936)
- The Golden Arrow (1936)
- The Law in Her Hands (1936)
- Sons o' Guns (1936)
- The Gentleman from Big Bend (1936)
- I Married a Doctor (1936)
- El chico cantor (The Singing Kid, 1936)
- Snowed Under (1936)
- Colleen (1936)
- Los muertos andan (The Walking Dead, 1936)
- El bosque petrificado (The Petrified Forest, 1936)
- Freshman Love (1936)
- Águilas heroicas (Ceiling Zero, 1936)
- Hollywood Hotel (1937)
- First Lady (1937)
- Es amor lo que busco (It's Love I'm After, 1937)
- Aquella mujer (That Certain Woman, 1937)
- Confession (1937)
- The Singing Marine (1937)
- Ever Since Eve (1937)
- Otro amanecer (Another Dawn, 1937)
- Kid Galahad (1937)
- The Go-Getter (1937)
- Call It a Day (1937)
- La mujer marcada (Marked Woman, 1937)
- Green Light (1937)
- Stolen Holiday (1937)
- Tovarich (1937)
- Comet Over Broadway (1938)
- Ángeles con caras sucias (Angels with Dirty Faces, 1938)
- Las hermanas (The Sisters, 1938)
- Secrets of an Actress (1938)
- Four Daughters (1938)
- My Bill (1938)
- Women Are Like That (1938)
- Jezabel (Jezebel, 1938)
- On Your Toes (1939)
- La vida privada de Elizabeth y Essex / Mi reino por un amor (The Private Lives of Elizabeth and Essex, 1939)
- La solterona (The Old Maid, 1939)
- Huracán (When Tomorrow Comes, 1939)
- Indianapolis Speedway (1939)
- Juárez (Juarez, 1939)
- Amarga victoria (Dark Victory, 1939)
- Women in the Wind (1939)
- El chico de Oklahoma (The Oklahoma Kid, 1939)
- Wings of the Navy (1939)
- El rey del hampa (King of the Underworld, 1939)
- La carta (The Letter, 1940)
- A Dispatch from Reuter's (1940)
- No Time for Comedy (1940)
- My Love Came Back (1940)
- El cielo y tú (All This, and Heaven Too, 1940)
- The Sea Hawk (1940)
- 'Til We Meet Again (1940)
- Virginia City (1940)
- El halcón maltés (1941)
- La loba (The Little Foxes, 1941)
- The Bride Came C.O.D. (1941)
- Throwing a Party (1941, cortometraje)
- Million Dollar Baby (1941)
- Affectionately Yours (1941)
- La gran mentira (The Great Lie, 1941)
- The Lady and the Lug (1941, cortometraje)
- The Strawberry Blonde (1941)
- Honeymoon for Three (1941)
- Casablanca (1942)
- George Washington Slept Here (1942)
- La extraña pasajera (Now, Voyager, 1942)
- In This Our Life (1942)
- Murder in the Big House (1942)
- Always in My Heart (1942)
- Kings Row (1942)
- Wild Bill Hickok Rides (1942)
- El hombre que vino a cenar (The Man Who Came to Dinner, 1942)
- Old Acquaintance (1943)
- Princess O'Rourke (1943)
- Watch on the Rhine (1943)
- This Is the Army (1943)
- Mission to Moscow (1943)
- Edge of Darkness (1943)
- The Hard Way (1943)
- Arsenic and Old Lace (1944)
- Mr. Skeffington (1944)
- The Adventures of Mark Twain (1944)
- The Dolly Sisters (1945)
- Conflict (1945)
- El trigo está verde (The Corn Is Green, 1945)
- Temptation (1946)
- London Town (1946)
- Una vida robada (A Stolen Life, 1946)
- Mother Wore Tights (1947)
- Something in the Wind (1947)
- Ivy (1947)
- The Shocking Miss Pilgrim (1947)
- Rogues' Regiment (1948)
- Larceny (1948)
- For the Love of Mary (1948)
- One Touch of Venus (1948)
- Berlin Express (1948)
- A Woman's Vengeance (1948)
- Night Song (1948)
- Undertow (1949)
- Once More, My Darling (1949)
- Johnny Stool Pigeon (1949)
- Take One False Step (1949)
- The Lady Gambles (1949)
- Caught (1949, de Max Ophüls)
- Family Honeymoon (1949)
- Harvey (1950)
- South Sea Sinner (1950)
- Deported (1950)
- One Way Street (1950)
- Woman in Hiding (1950)
- Un americano en París (1951) de Vincente Minnelli
- Under the Gun (1951)
- La estrella (The Star, 1952)
- Pat and Mike (1952) de George Cukor
- The Lady Says No (1952)
- Oklahoma! (1955)
- Auntie Mame (1958)
- Wonderful Town (1958, telefilm)
- Too Much, Too Soon (1958)
- Les girls (1957) de George Cukor
- Some Like It Hot (1959)
- The Hanging Tree (1959)
- A Majority of One (1961)
- Two for the Seesaw (1962)
- Gypsy (1962)
- The Chapman Report (1962)
- Five Finger Exercise (1962)
- Sweet Bird of Youth (1962)
- Sunday in New York (1963)
- Irma la Douce (1963)
- In the Cool of the Day (1963)

## Premios y distinciones
Premios Óscar
| Año  | Categoría                        | Película                | Resultado |
| ---- | -------------------------------- | ----------------------- | --------- |
| 1952 | Mejor vestuario - Color          | Un americano en París   | Ganador   |
| 1958 | Mejor vestuario                  | Les girls               | Ganador   |
| 1960 | Mejor vestuario - Blanco y negro | Con faldas y a lo loco  | Ganador   |
| 1963 | Mejor vestuario - Color          | La reina del vaudeville | Nominado  |